# Богуш, Евгений Юльевич
Евгений Юльевич Богуш (1919, Тверская губерния — 2003) — советский хозяйственный, государственный и политический деятель, доктор исторических наук, профессор.

## Биография
Родился в 1919 году в селе Коробино Зубцовского района. Член КПСС с 1942 года.
Выпускник факультета искусствоведения, археологии, этнографии Московского политико-просветитсльного института по специальности всеобщая история, участник Великой Отечественной войны. С 1946 года — на хозяйственной, общественной и политической работе. В 1946—1985 гг. — преподаватель высших учебных заведений, профессор Академии МИД СССР, Высшей дипломатической школы МИД СССР, профессор Российской академии государственной службы.
За учебник «Внешняя политика Советского Союза» (1978; 2-е издание) в составе коллектива был удостоен Государственной премии СССР 1980 года.
Умер в Москве в 2003 году. Урна с прахом захоронена в колумбарии Ваганьковского кладбища.